# هربرت بانكس
هربرت بانكس (بالإنجليزية: Herbert Banks)‏ (1873 بكوفنتري في المملكة المتحدة - 1947 في المملكة المتحدة) هو لاعب كرة قدم بريطاني (وحمل سابقاً جنسية المملكة المتحدة لبريطانيا العظمى وأيرلندا) في مركز الهجوم. شارك مع منتخب إنجلترا لكرة القدم. أما مع النوادي، فقد لعب مع أستون فيلا وكوفنتري سيتي ونادي إيفرتون ونادي بريستول سيتي ونادي سانت ميرين ونادي ميلوول ونادي واتفورد وستافورد رينجرز ونادي لانارك الثالث.

## وصلات خارجية
- هربرت بانكس على موقع قاعدة بيانات كرة القدم.إي يو (الإنجليزية)
- هربرت بانكس على موقع ناشيونال فوتبول تيمز (الإنجليزية)